# Complesso Islam Khodja
Il complesso Islam Khodja è una delle antiche madrase di Itchan Kala, il centro storico di Khiva, in Uzbekistan.

## Il complesso
Si trova dietro il minareto Islam Khodja che, come la madrasa, prende il nome da colui che l'ha costruito. Islam Khodja  è stato il Gran Visir (e il patrigno) dell'ultimo khan, Asfandiar, che regnò dal 1910 al 1918. Sono i maestri artigiani del villaggio di Madir Bolt, Vaïzov e Madaminov che hanno creato le piastrelle smaltate con schizzi di Ish-Muhammad Khoudaïberdiev.
La madrasa Islam Khodja, costruita nel 1908, è un complesso architettonico molto specifico che rispecchia l'influenza del tempo e dello spirito del maestro artigiano di Khiva. Si compone di quarantadue celle, una grande sala sotto una cupola e un alto minareto di 45 metri. Il controllo degli architetti si rivela dalla combinazione di forme fatte in un piccolo spazio. La nicchia del mihrab è decorata con piastrelle e gantch finemente cesellati.

## Museo di Arti Applicate di Khiva
L'edificio oggi ospita il Museo delle Arti Applicate di Khiva in cui sono esposti i manufatti della regione di ogni epoca. Vi sono esposti: sculture in legno, oggetti in metallo, tappeti, pietre con antiche iscrizioni in arabo, grandi vasi chiamati hum, ma anche oggetti di vita quotidiana e monete. Sotto questo aspetto il museo è uno dei più completi dell'Uzbekistan.

## Galleria d'immagini

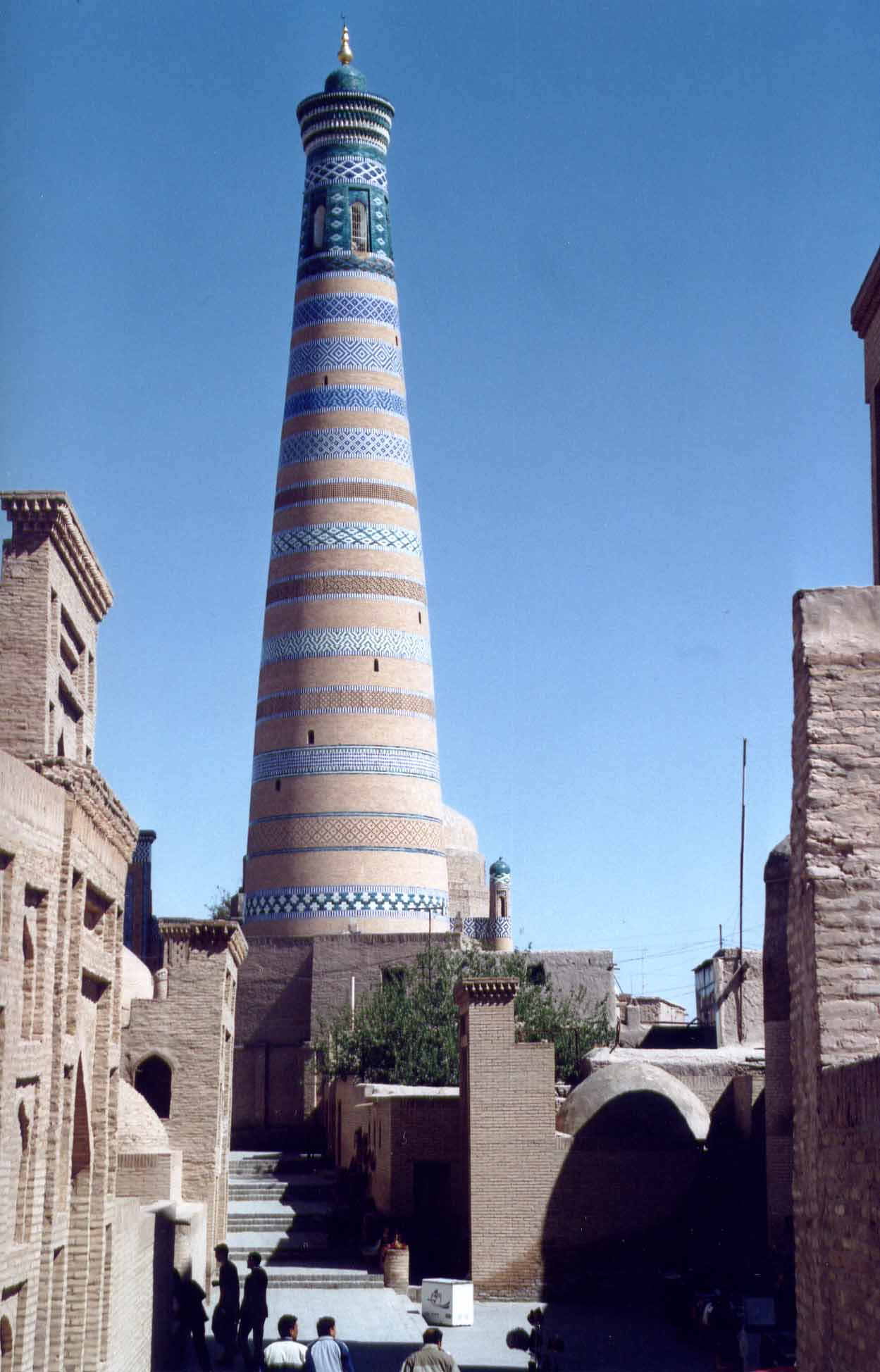
Il minareto
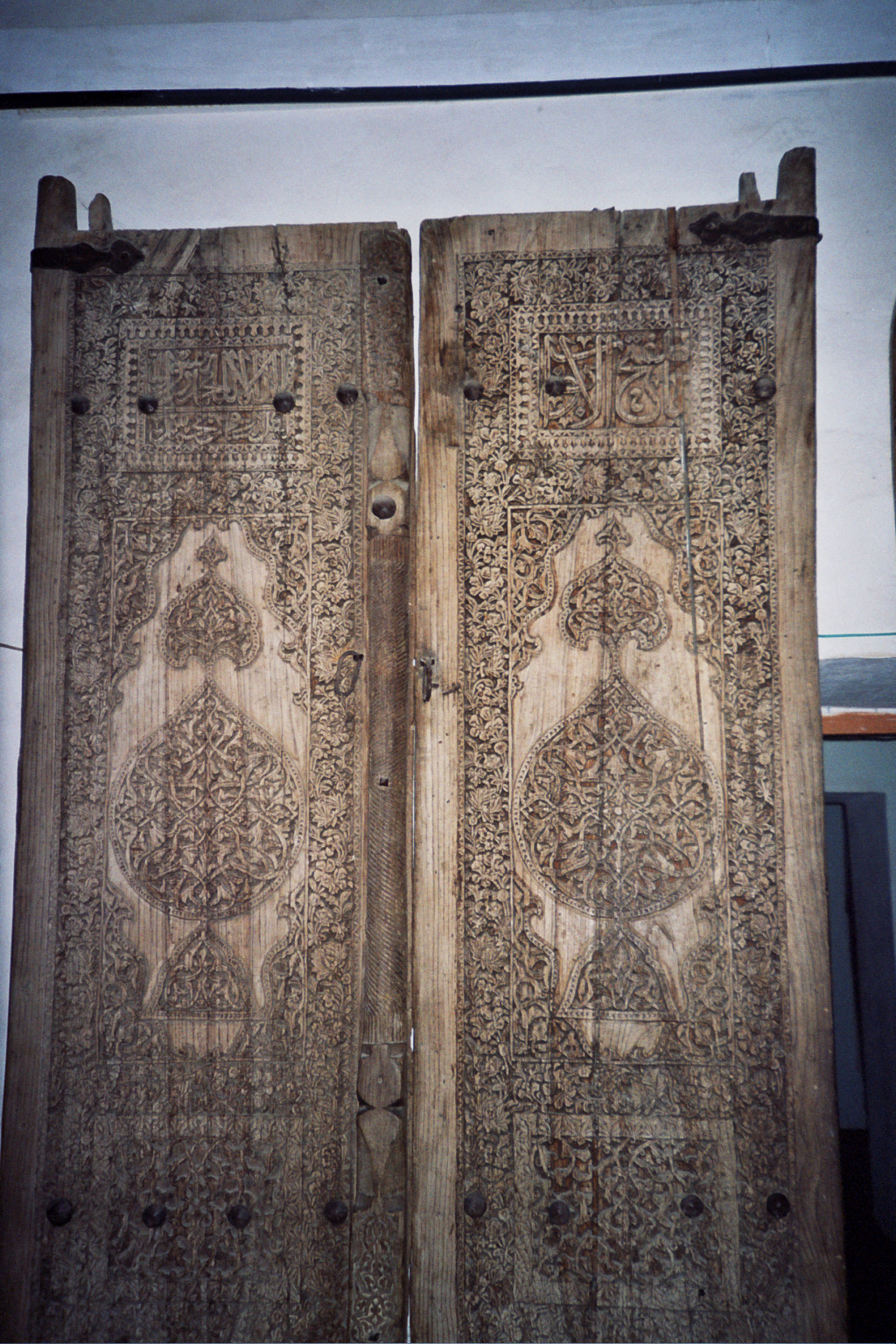
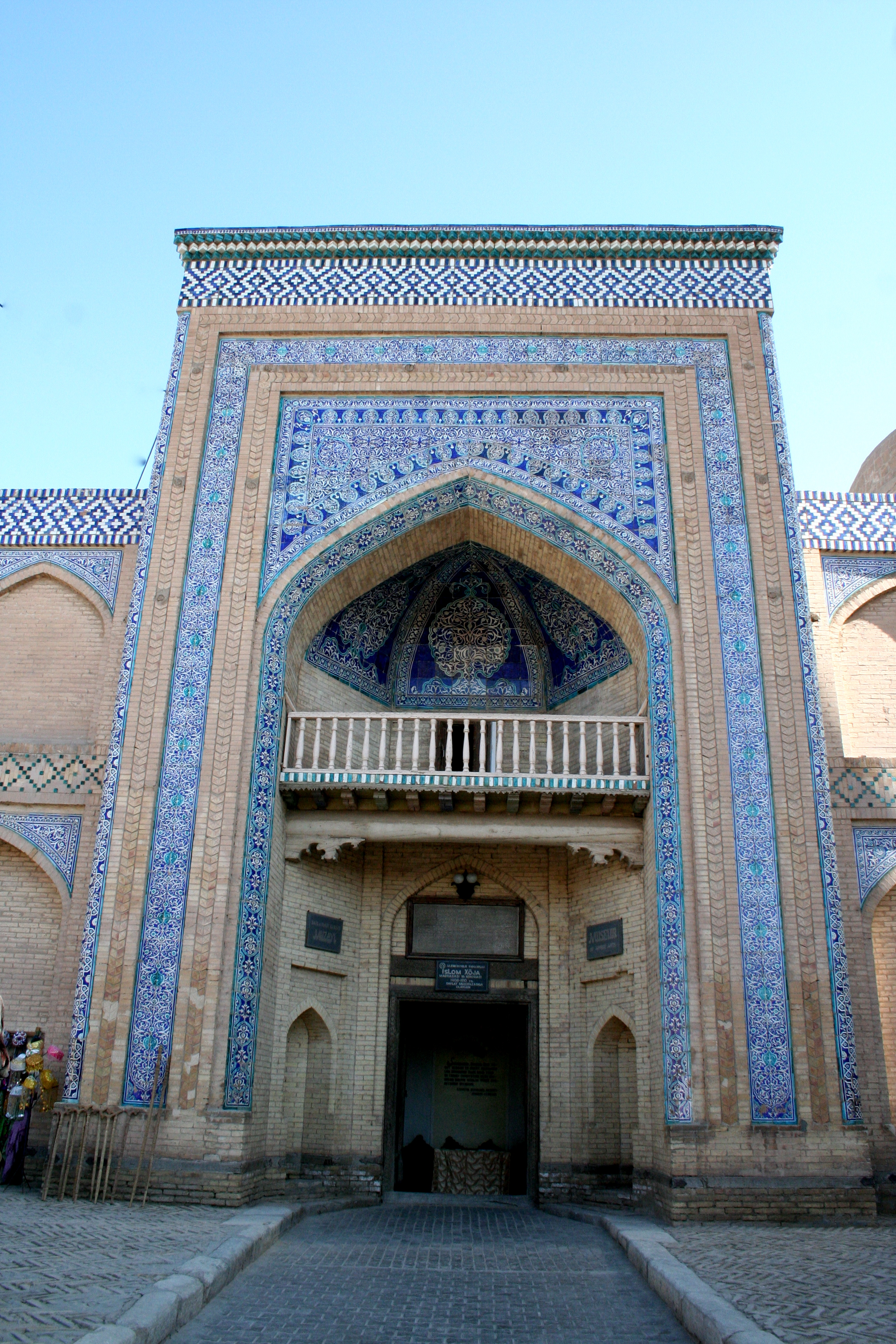
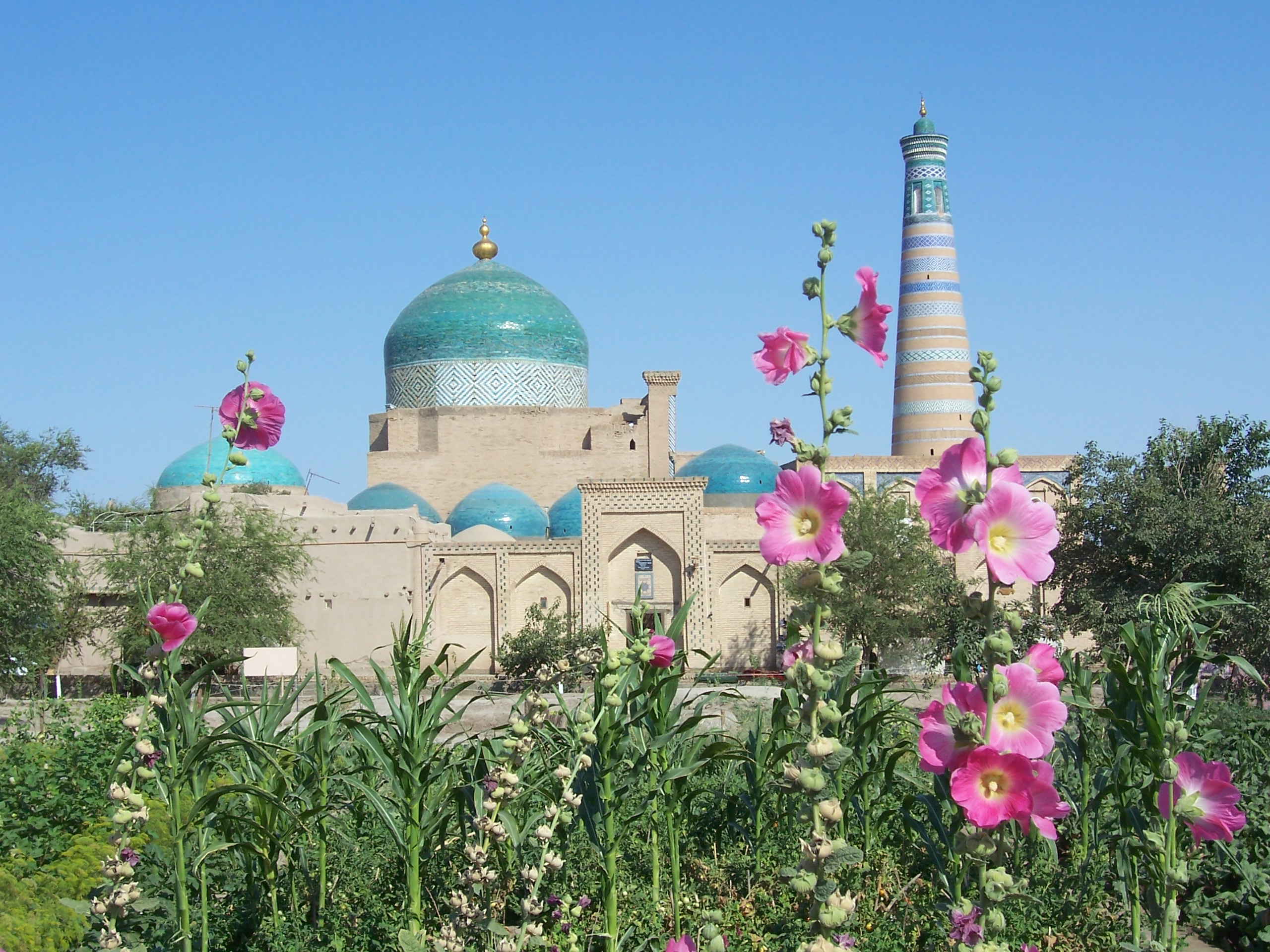
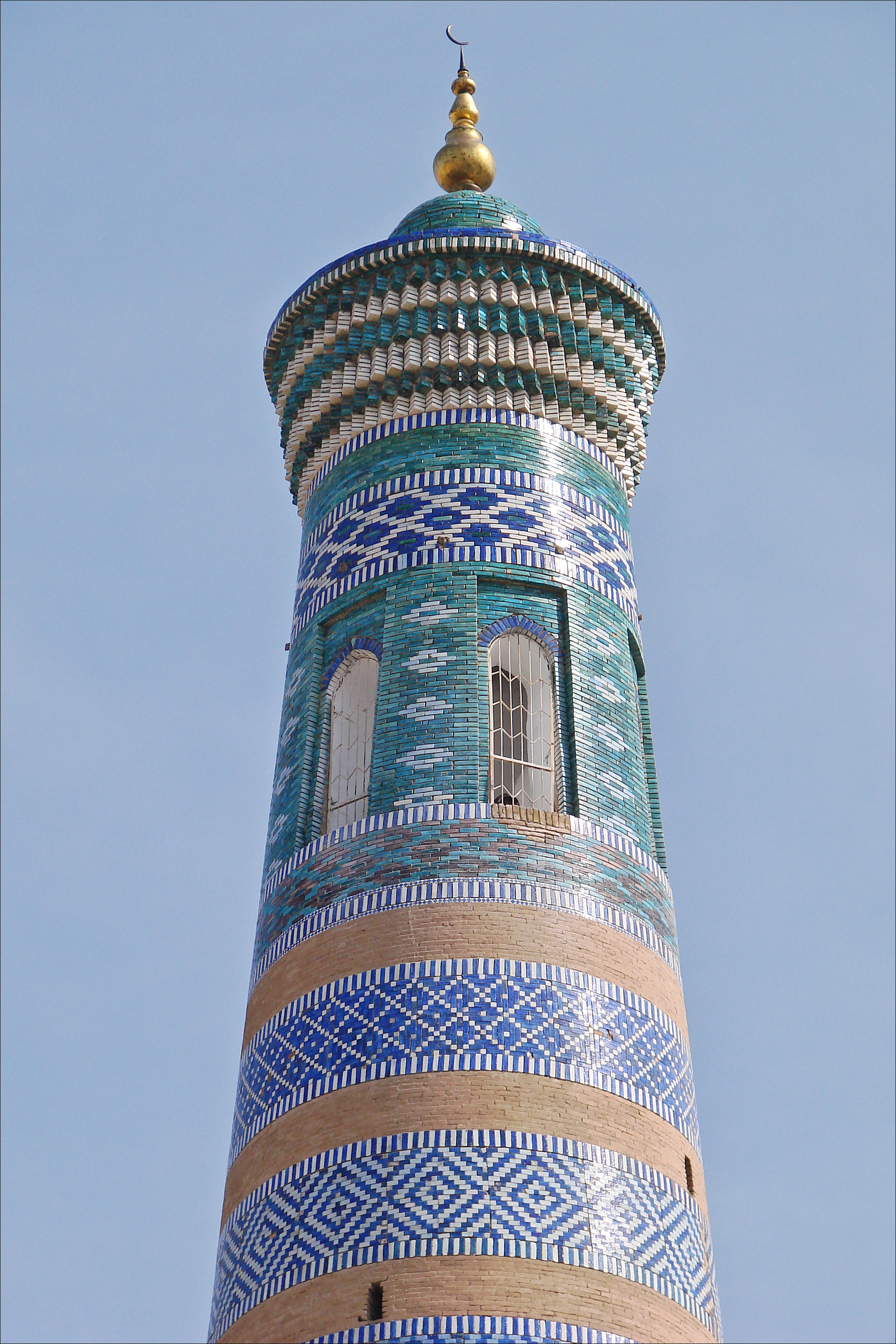